# Saleem Sherwani (Hockeyspieler, 1951)
Saleem Sherwani oder Salim Sherwani (geboren am 4. Januar 1951) ist ein ehemaliger pakistanischer Hockeyspieler. Er gewann als Torwart der pakistanischen Nationalmannschaft eine Silbermedaille bei den Olympischen Spielen 1972 und eine Bronzemedaille 1976. 1971 und 1978 war er Weltmeister, bei den Asienspielen siegte er 1970, 1974 und 1978.

## Sportliche Karriere
1970 wurden die Asienspiele in Bangkok ausgetragen, die Pakistaner gewannen die Goldmedaille gegen die indische Mannschaft. Im Jahr darauf fand in Barcelona die erste Weltmeisterschaft im Hockey statt. In der Vorrunde unterlagen die Pakistaner den Spaniern mit 2:3, erreichten aber als zweitbestes Team ihrer Vorrundengruppe trotzdem das Halbfinale. Nach einem 2:1-Sieg über Indien trafen die Pakistaner im Finale erneut auf die Spanier. Sie gewannen mit 1:0 und waren damit die ersten Hockey-Weltmeister.
Im Jahr darauf bei den Olympischen Spielen 1972 in München erreichte Pakistan als Gruppenzweiter der Vorrunde hinter der deutschen Mannschaft das Halbfinale, dort bezwangen sie die Inder mit 2:0. Im Finale unterlagen sie den Deutschen mit 0:1. Da sich die Pakistaner benachteiligt fühlten und dies bei der Siegerehrung sehr deutlich zum Ausdruck brachten und auch die Dopingprobe verweigerten, wurden sie zunächst disqualifiziert. Nach erfolgreichem Protest wurden alle Spieler bis auf drei begnadigt.
1974 bei den Asienspielen in Teheran gewannen die Pakistaner den Titel erneut vor der indischen Mannschaft. Im Jahr darauf fand in Kuala Lumpur die Weltmeisterschaft 1975 statt. Die Pakistaner gewannen ihre Vorrundengruppe vor der Mannschaft aus Malaysia und schlugen im Halbfinale die Deutschen mit 5:1. Im Finale unterlagen sie den Indern mit 1:2.
Bei den Olympischen Spielen 1976 in Montreal gewannen die Pakistaner ihre Vorrundengruppe vor den Neuseeländern, im direkten Vergleich siegten die Pakistaner mit 5:2. Nach einer 1:2-Halbfinalniederlage gegen die australische Mannschaft bezwangen die Pakistaner im Spiel um den dritten Platz die Niederländer mit 3:2.
1978 bei der Weltmeisterschaft in Buenos Aires gewannen die Pakistaner ihre Vorrundengruppe vor den Niederländern. Im Halbfinale besiegten sie die Deutschen mit 1:0 nach Verlängerung und im Finale die Niederländer mit 3:2. Die Asienspiele 1978 fanden wieder in Bangkok statt, die Pakistaner gewannen vor den Indern.